# André Stassart
André Stassart est un joueur de football belge qui évoluait comme défenseur. Il a honoré cinq « caps » chez les Diables Rouges. Il fait partie de ces joueurs professionnels de football qui cumulaient une carrière de footballeur avec une autre de joueur de balle pelote. Il fut neuf fois champion de Belgique de balle pelote:  sept fois avec l'équipe de Gosselies (1961, 1962, 1963, 1964, 1965, 1967, 1968), et deux fois avec celle de Chapelle-à-Wattines (1975, 1976).

## Carrière de joueur

### Gosselies Sports et Crossing Molenbeek
André Stassart fait ses classes à Gosselies Sport où il débute en équipe « Premières » à la fin des années 1950. En 1962, il est promu avec ce club en Promotion. Un an plus tard, il part au Crossing Molenbeek, un club actif en Division 2. Il y joue une saison puis est recruté par le Racing White qui a été constitué par fusion l'année précédente.

### Racing White
Dans l'antichambre de l'élite, Stassart, défenseur intransigeant, se taille rapidement une place de titulaire et devient, avec entre autres, Robert Waseige et Alfons Haagdoren un des pions importants du cercle qui ambitionne d'atteindre la Division 1. Un objectif directement atteint. Au départ, le Racing White se stabilise dans le ventre mou du classement. Les prestations du carolo dans les rangs de l'équipe bruxelloise lui valent ses premières capes en équipe nationale en 1967.
En 1969, Stassart dispute la finale de la Coupe de Belgique mais le trophée est conquis par le Lierse. Deux ans plus tard, le défenseur est de nouveau appelé chez les Diables Rouges.

### Charleroi SC
En 1972, André Stassart revient dans sa région natale pour une dernière pige au Sporting de Charleroi qui milite alors en « D2 ».
Restant toujours présent dans le milieu du football, Stassart occupe dans les années 1990 le poste de président du club de ses débuts, Gosselies Sport.

### Équipe nationale
André Stassart est sélectionné 7 fois chez les Diables Rouges et honore cinq capes en deux périodes.

#### Liste des sélections internationales
Le tableau ci-dessous reprend toutes les sélections d'André Stassart. Les matches qu'il ne dispute pas sont indiqués en italique. Le score de la Belgique est toujours indiqué en gras.
| Date       | Compétition                        | Adversaire | Lieu       | Score | Remarque |
| ---------- | ---------------------------------- | ---------- | ---------- | ----- | -------- |
| 28/10/1967 | Éliminatoires Euro 1968 (Groupe 7) | France     | Nantes     | 1-1   |          |
| 06/03/1968 | Match amical                       | Allemagne  | Bruxelles  | 1-3   | 46e      |
| 20/05/1971 | Match amical                       | Luxembourg | Luxembourg | 0-4   |          |
| 26/05/1971 | Éliminatoires Euro 1972 (Groupe 5) | Danemark   | Copenhague | 1-2   |          |
| 07/11/1971 | Match amical                       | Luxembourg | Verviers   | 1-0   | 46e      |
| 10/11/1971 | Éliminatoires Euro 1972 (Groupe 5) | Écosse     | Aberdeen   | 1-0   |          |
| 21/11/1971 | Éliminatoires Euro 1972 (Groupe 5) | Portugal   | Lisbonne   | 1-1   |          |